# Milano-Sanremo 1927
La Milano-Sanremo 1927, si disputò il 3 aprile 1927, su un percorso totale di 286,5 km e fu vinta dall'italiano Pietro Chesi con il tempo di 9h43'00".

## Resoconto degli eventi
La partenza avvenne a Milano alle 6:02 con 111 corridori al via, grande assente fu il "campionissimo" Costante Girardengo per i postumi di una frattura al polso sinistro. Chesi che era un corridore "isolato" andò in fuga alle porte di Tortona dopo appena 70 km, con lui partì un altro corridore isolato Carlo Porzio. Siccome entrambi erano pressoché sconosciuti, il plotone proseguì non curante la sua marcia e nessuno li inseguì. Dopo una trentina di chilometri Porzio fu costretto alla resa a causa di crampi, mentre Chesi giunse in vetta al Turchino con un vantaggio di 18 minuti sul gruppo. Ad Arenzano il ritardo del gruppo era di 17 minuti mentre a Savona era sceso a 15, solo sul Berta Binda e Piemontesi insieme ad altri corridori si decisero all'inseguimento e giunsero in vetta con un ritardo di 13 minuti. L'azione degli inseguitori fu però tardiva e Chesi tagliò il traguardo di via Cavallotti tra lo stupore generale con 9 minuti di vantaggio su Binda e Piemontesi mentre a 12 minuti Bresciani regolò in volata altri corridori tra i quali lo svizzero Henri Suter.

## Ordine d'arrivo (Top 10)
| Pos. | Corridore           | Squadra      | Tempo    |
| ---- | ------------------- | ------------ | -------- |
| 1    | Pietro Chesi        | Indipendente | 9h43'00" |
| 2    | Alfredo Binda       | Legnano      | a 9'00"  |
| 3    | Domenico Piemontesi | Bianchi      | s.t.     |
| 4    | Arturo Bresciani    | Bianchi      | a 12'00" |
| 5    | Heiri Suter         | Mifa         | s.t.     |
| 6    | Antonio Negrini     | Wolsit       | s.t.     |
| 7    | Giuseppe Pancera    | Berrettini   | s.t.     |
| 8    | Federico Gay        | Mifa         | s.t.     |
| 9    | Giovanni Brunero    | Legnano      | s.t.     |
| 10   | Aristide Cavallini  | Indipendente | s.t.     |